# یواس‌اس لوسید (ام‌اس‌او-۴۵۸)
یواس‌اس لوسید (ام‌اس‌او-۴۵۸) (به انگلیسی: USS Lucid (MSO-458)) یک کشتی بود که طول آن ۱۷۲ فوت (۵۲ متر) بود. این کشتی در سال ۱۹۵۳ ساخته شد.